# Anna Mahase
Anna Mahase (1932/1933 – 24 tháng 5 năm 2024) là một nhà giáo dục và một nhà quản trị viên. Cô gây được sự chú ý khi là một hiệu trưởng tiên phong của trường trung học nữ Augustine ở Trinidad và Tobago. Cô hiện đang phục vụ như là một ủy viên trong Ủy ban Dịch vụ dân sự giảng dạy của Cộng hòa Trinidad và Tobago. Cô được công nhận trong các lĩnh vực dịch vụ giáo dục cũng như các tổ chức từ thiện và công cộng khác.

## Giáo dục và những năm đầu đời
Mahase được sinh ra tại làng Guaico, Trinidad, đến với Kenneth Mahase và Anna Mahase (Sr.), người phụ nữ Indian đầu tiên trở thành giáo viên vào năm 1918.
Cô theo học tại Trường Truyền giáo Canada (CM) (Trường tiểu học Guaico Presbyterian). Cha cô là Hiệu trưởng và mẹ là giáo viên cao cấp tại một số trường CM. Cả hai đều là một phần không thể thiếu trong công tác phát triển giáo dục sớm ở vùng nông thôn Đông Bắc Trinidad.
Mahase sau đó theo học tại trường trung học nữ Naparima ở San Fernando, trước khi tiếp tục theo học Đại học Mount Allison, New Brunswick, Canada, nơi cô tốt nghiệp với bằng Cử nhân và BEd.
Sau đó, cô đã nhận được bằng danh dự của Tiến sĩ Luật tại Đại học Mount Allison và một bằng khác của Đại học Tây Indie.

## Giáo dục và dịch vụ công cộng
Cô trở về Trinidad và Tobago và sau đó trở thành giáo viên chủ nhiệm của trường trung học nữ Augustine. Cô là người phụ nữ địa phương đầu tiên được giao công việc này. Thành tích và ý tưởng tiên phong của cô đã trở thành tiêu chuẩn cho nhiều trường trung học khác. Trong thời gian phục vụ lâu dài tại đây, cô đã nhận được nhiều giải thưởng và danh dự.
Giải thưởng quốc gia:
- Huy chương Công trạng (Vàng) - 1976
- Huy chương Chaconia (Vàng) - 1990
- Kỷ niệm 50 năm độc lập Trinidad và Tobago - Được chọn trong 50 người hàng đầu để nhận được sự xuất sắc trong giáo dục và dịch vụ công cộng xuất sắc. (2012)

Hoạt động đáng chú ý:
- Thành viên của Hội đồng thi Caribbean
- Lực lượng đặc nhiệm để loại bỏ kỳ thi tuyển sinh chung [3]
- Thành viên của Hội đồng Đại học Tây Ấn
- Chủ tịch Hội Chữ thập đỏ Trinidad và Tobago
- Chủ tịch Truyền hình Trinidad và Tobago, NBS
- Trưởng phòng giám định người giám hộ cần thiết nhất
- Chủ tịch Ủy ban Kiểm định Quốc gia [4]
- Tiến sĩ Anna Mahase từng là Thượng nghị sĩ Chính phủ (tạm thời) trong Quốc hội Cộng hòa lần thứ 6 (2001).
- Ủy viên Ủy ban dịch vụ giảng dạy
- Chủ tịch Ủy ban lễ hội chữ thập đỏ

## Qua đời
Bà qua đời tại một bệnh viện tư nhân ở St Joseph ở tuổi 91 vào ngày 24 tháng 5 năm 2024.

## liên kết ngoài
- “The Cabildo Building”. Caribbean History Archives. Blogspot. ngày 30 tháng 11 năm 2011.
- Bobbi Jeffrey-Hicks (ngày 22 tháng 6 năm 2011). “Ms. Anna Mahase to act for Ms. Hyacinth Guy as Chairman of the Teaching Service Commission”. Bản gốc lưu trữ ngày 6 tháng 3 năm 2016. Truy cập ngày 13 tháng 7 năm 2019.
- “St. Augustine Girls' High School”.
- Michelle Loubon (ngày 8 tháng 1 năm 2009). “Red Cross Kiddies Carnival to honour Anna Mahase”.[liên kết hỏng]